# Sete Gibernau

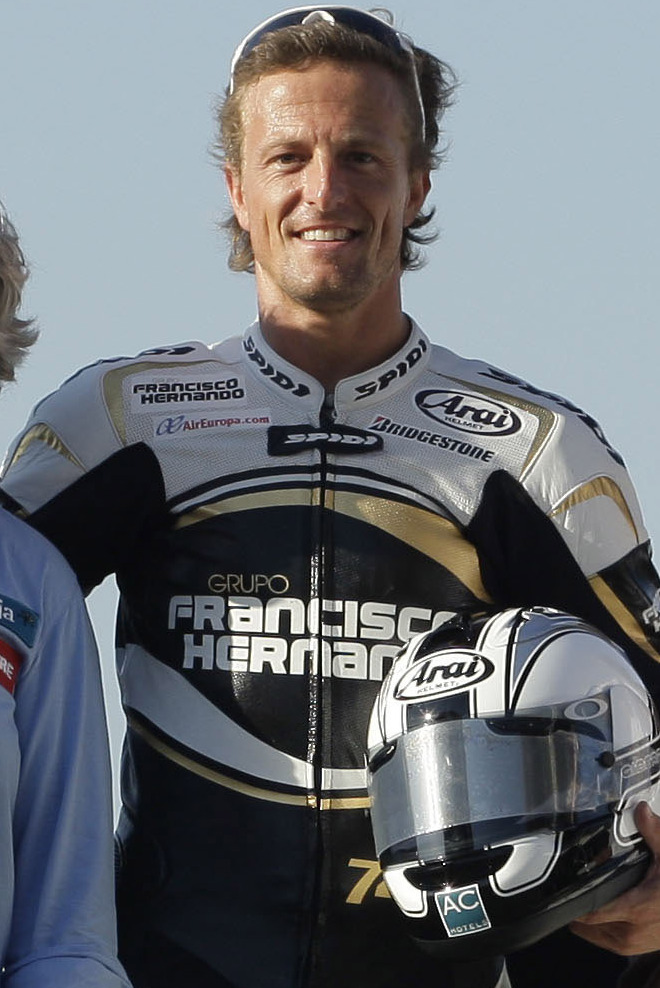
Sete Gibernau

Sete Gibernau (Barcelona, 15 december 1972) is een Spaans motorcoureur. Hij is een kleinzoon van Don 'Paco' Bulto, grondlegger van de Bultaco fabriek. Door zijn afkomst is hij opgegroeid tussen de motorfietsen.
Na begonnen te zijn met trial en motorcross werd Gibernau in 1996 opgemerkt door Wayne Rainey tijdens het Ducados Open. Hij kreeg een plaats in het 250 Yamaha team van de voormalige wereldkampioen en het jaar daarop verkaste hij naar de 500 cc klasse. In 1998 bestuurde hij een Honda NSR500 V2, alvorens na drie wedstrijden in het seizoen 1999 de V4 van Mick Doohan over te nemen.
Gibernau bracht het dat jaar tot vier podiumplaatsen maar kon in 2000 de verwachtingen niet waarmaken en werd aan het eind van het seizoen gecontracteerd door Suzuki. Hij behaalde zijn allereerste zege op de RGV500 in 2001 in Valencia maar de ontwikkeling van de viertakt GSV-R bracht hem in 2002 een teleurstellend jaar en hij keerde voor 2003 terug naar Honda als teammaat van Daijiro Kato.
In 2006 vertrok Sete naar het Ducati fabrieksteam. Dit werd overigens geen groot succes; hij vertrok na vele blessures bij het team om vervangen te worden door Casey Stoner.
Na in 2008 een paar keer getest te hebben voor Ducati, ging Gibernau het in 2009 weer proberen, nu voor het Grupo Francisco Hernando team op een klanten Ducati. Aan dit verhaal komt na acht races en weinig successen een eind. Door de mondiale economische crisis trekt de hoofdsponsor zich op 12 juli 2009 per direct terug. Gibernau kan daardoor al niet meer van start tijdens de GP van Duitsland (Sachsenring, 19 juli 2009).

## Trivia
- Gibernau is van 2007 tot en met 2008 getrouwd geweest met model Esther Cañadas.

## Carrière
| jaar   | klasse | merk   | positie | overwinningen | podium |
| ------ | ------ | ------ | ------- | ------------- | ------ |
| 1997   | 500 cc | Honda  | 13      | -             | -      |
| 1998   | 500 cc | Honda  | 11      | -             | 1      |
| 1999   | 500 cc | Honda  | 5       | -             | 4      |
| 2000   | 500 cc | Honda  | 15      | -             | -      |
| 2001   | 500 cc | Suzuki | 9       | 1             | 1      |
| 2002   | MotoGP | Suzuki | 16      | -             | -      |
| 2003   | MotoGP | Honda  | 2       | 4             | 10     |
| 2004   | MotoGP | Honda  | 2       | 4             | 10     |
| 2005   | MotoGP | Honda  | 7       | -             | 4      |
| 2006   | MotoGP | Ducati | 13      | -             | -      |
| 2009   | MotoGP | Ducati |         | -             | -      |
| totaal |        |        |         | 9             | 30     |